# توماس بيكل
توماس بيكل (مواليد 6 أكتوبر 1963) هو لاعب كرة قدم. يلعب مع منتخب سويسرا لكرة القدم منذ عام 1986.

## وصلات خارجية
- توماس بيكل على موقع الاتحاد الدولي (مؤرشف)  (الإنجليزية)
- توماس بيكل على موقع الاتحاد الأوربي (الإنجليزية)
- توماس بيكل على موقع رابطة كرة القدم اليابانية للمحترفين (اليابانية)
- توماس بيكل على موقع قاعدة بيانات كرة القدم.إي يو (الإنجليزية)
- توماس بيكل على موقع ناشيونال فوتبول تيمز (الإنجليزية)
- توماس بيكل على موقع Soccerway.com (الإنجليزية)
- توماس بيكل على موقع عالم كرة القدم.نت (الإنجليزية)
- National Football Teams